# Dave Semenko
David John „Dave“ Semenko (* 12. Juli 1957 in Winnipeg, Manitoba; † 29. Juni 2017 in Edmonton, Alberta) war ein kanadischer Eishockeyspieler, -trainer und -scout, der von 1977 bis 1988 für die Edmonton Oilers, Hartford Whalers und Toronto Maple Leafs in der World Hockey Association und National Hockey League spielte. Mit den Oilers gewann er dabei 1984 und 1985 den Stanley Cup. Der linke Flügelstürmer galt aufgrund seiner körperbetonten Spielweise und Robustheit als Enforcer, der in Diensten der Oilers als „Beschützer“ von Wayne Gretzky auf dem Eis fungierte.

## Karriere
Semenko spielte während seiner Juniorenzeit für die Brandon Wheat Kings in der Western Hockey League (WHL). Bereits bei den Wheat Kings fiel er wegen seiner harten Spielweise auf und saß in 152 WHL-Partien insgesamt 511 Strafminuten auf der Bank. Er wurde beim WHA Amateur Draft 1977 in der zweiten Runde an insgesamt 21. Position von den Houston Aeros sowie beim NHL Amateur Draft 1977 in der zweiten Runde an insgesamt 25. Position von den Minnesota North Stars ausgewählt. Er spielte bis 1978 bei den Brandon Wheat Kings in der WHL und wurde im November 1978 zu den Edmonton Oilers transferiert. Semenko spielte in seinen ersten zwei Jahren in Edmonton mit den Oilers in der World Hockey Association (WHA). Semenko war der letzte Torschütze in der WHA, bevor sie sich auflöste. Nach der Auflösung der WHA im Jahr 1979 wechselte er mit den Oilers in die National Hockey League.
Auch in der folgenden Saison gehörte der Kanadier zum Stammkader der Mannschaft an und erfüllte seine Aufgabe, die damaligen Stars der Oilers, Wayne Gretzky, Jari Kurri und Paul Coffey, zu beschützen. Nachdem er die Saison 1980/81 in der Central Hockey League bei den Wichita Wind gestartet war, absolvierte er den Großteil der Spielzeit wieder in Edmonton. In jener Saison erhielt er in 66 NHL-Spielen nur 88 Strafminuten, was die niedrigste Quote in seiner NHL-Karriere war. In der darauffolgenden Spielzeit erreichte er in 63 Partien 196 Strafminuten. Seine größten Erfolge feierte er in der Saison 1983/84 und 1984/85, als er mit den Oilers den Stanley Cup gewinnen konnte.
Am 12. Dezember 1986 gaben ihn die Oilers für ein Drittrunden-Wahlrecht für das Jahr 1988 an die Hartford Whalers ab. Semenko absolvierte noch 55 NHL-Partien für die Whalers. Er wurde am 8. September 1987 von den Verantwortlichen an die Toronto Maple Leafs abgegeben. Die Whalers erhielten als Entschädigung den Abwehrspieler Bill Root. In Toronto schaffte es Semenko nochmals zum Stammspieler und beendete nach der Saison 1987/88 seine aktive Karriere.
Nach mehrjähriger Pause vom Eishockeygeschäft, in denen er als Kommentator Spiele der Edmonton Oilers betreute, wurde Semenko von seinem Ex-Team aus Edmonton vor der Saison 1996/97 als Assistenztrainer verpflichtet. Ab der folgenden Spielzeit fungierte er als Scout im Profibereich. Diesen Posten füllte er bis zum Sommer 2015 insgesamt 18 Jahre lang aus. Er verstarb am 29. Juni 2017 in Edmonton an den Folgen eines Krebsleidens.

## Erfolge und Auszeichnungen
- 1984 Stanley-Cup-Gewinn mit den Edmonton Oilers
- 1985 Stanley-Cup-Gewinn mit den Edmonton Oilers

## Karrierestatistik
(Legende zur Spielerstatistik: Sp oder GP = absolvierte Spiele; T oder G = erzielte Tore; V oder A = erzielte Assists; Pkt oder Pts = erzielte Scorerpunkte; SM oder PIM = erhaltene Strafminuten; +/− = Plus/Minus-Bilanz; PP = erzielte Überzahltore; SH = erzielte Unterzahltore; GW = erzielte Siegtore; 1 Play-downs/Relegation; Kursiv: Statistik nicht vollständig)